# 京都電車区
京都電車区（きょうとでんしゃく）は、京都府京都市にある西日本旅客鉄道（JR西日本）近畿統括本部京都支社の運転士が所属する組織である。

## 乗務範囲

### 普通列車
- 東海道本線・山陽本線（琵琶湖線・JR京都線）：米原駅 - 大阪駅間

- 湖西線：山科駅 - 敦賀駅間

- 奈良線：京都駅 - 木津駅間
- 大和路線：木津駅 - 奈良駅間

- 山陰本線（嵯峨野線）：京都駅 - 園部駅間

### 優等列車
- 特急「スーパーはくと」全列車：（一部向日町操車場） - 京都駅 - 大阪駅間
- 特急「サンダーバード」一部列車：大阪駅 - 敦賀駅間

- 特急「ひだ」25・36号：宮原操車場 - 大阪駅 - 米原駅間

- 特急「はまかぜ」1・6号：向日町操車場 - 大阪駅間（回送列車のみ）

- 特急「らくラクびわこ」4号：大阪駅 - 草津駅間

- 臨時特急 「WEST EXPRESS 銀河」：大阪駅〜京都駅間(回送列車含む)

### 過去に担当していた優等列車
- 寝台特急「はやぶさ・富士」：米原駅→大阪駅間

- 寝台急行「銀河」：宮原操車場→大阪駅→米原駅間

- 寝台特急「なは・あかつき」：向日町操車場 - 京都駅間（回送列車のみ）

- 急行「たかやま」：向日町操車場 - 大阪駅 - 米原駅間

- 寝台特急「出雲」1 - 4号：米原駅 - 京都駅間

みやこ列車区の発足までは、 特急「サンダーバード」「雷鳥」の向日町操車場 - 宮原操車場 - 大阪駅 - 敦賀駅間、特急「はるか」の向日町操車場 - 京都駅 - 天王寺駅間、寝台特急「サンライズ瀬戸・サンライズ出雲」の米原駅 - 大阪駅間も担当していた。

## 過去に存在した組織
- 高槻派出所：1986年11月1日 - 1989年3月10日
- 近江今津派出所
- 京都派出所
- 高槻ホーム派出所
- 柘植派出所：1990年6月1日 - 2002年3月22日

## 歴史
- 1986年（昭和61年）11月1日：高槻電車区京都派出所が京都電車区として発足。高槻電車区は京都電車区の高槻派出所に、高槻電車区今津派出所は京都電車区近江今津派出所になる[1]。
- 1989年（平成元年）3月11日：高槻派出所が宮原電車区高槻派出所になる[2]。
- 1990年（平成2年）6月1日：亀山鉄道部の発足により、亀山運転区柘植支区が京都電車区柘植派出所になる[3]。
- 2002年（平成14年）3月23日：柘植派出所が廃止される[3]。